# Rayachoti
Rayachoti è una suddivisione dell'India, classificata come census town, di 72.196 abitanti, situata nel distretto di Kadapa, nello stato federato dell'Andhra Pradesh. In base al numero di abitanti la città rientra nella classe II (da 50.000 a 99.999 persone).

## Geografia fisica
La città è situata a 14° 3' 0 N e 78° 45' 0 E e ha un'altitudine di 379 m s.l.m..

## Società

### Evoluzione demografica
Al censimento del 2001 la popolazione di Rayachoti assommava a 72.196 persone, delle quali 37.147 maschi e 35.049 femmine. I bambini di età inferiore o uguale ai sei anni assommavano a 10.218, dei quali 5.196 maschi e 5.022 femmine. Infine, coloro che erano in grado di saper almeno leggere e scrivere erano 44.216, dei quali 26.271 maschi e 17.945 femmine.